# Imperio de mentiras
Imperio de mentiras és una telenovela mexicana que es va estrenar a Las Estrellas el 14 de setembre de 2020. La sèrie està produïda per Giselle González per a Televisa. És una adaptació de la sèrie turca Kara Para Aşk, i és protagonitzada per Angelique Boyer al costat d'Andrés Palacios. La producció de la sèrie va començar el 2 de març de 2020 a la Ciutat de Mèxic i va concloure el 21 de novembre de 2020.

## Trama
Elisa Cantú (Angelique Boyer) mai no va imaginar que, en tornar a Mèxic des de Nova York, on resideix, es trobaria amb una tragèdia inesperada que li canvia la vida. La nit que Elisa celebraria el seu aniversari, el destí la porta a conèixer Leonardo Velasco (Andrés Palacios), un policia enamorat de Julia (Jessica Decote), una mestra, amb qui s'havia de casar. Al final del vespre, Leonardo rep una trucada d’emergència en què s'informa del descobriment de dos cossos, un d’ells és el de la seva promesa, que es troba al costat del cos d’Augusto Cantú (Enrique Singer), empresari i pare milionari d'Elisa. Elisa i Leonardo es reuniran per buscar la veritat del que va passar.

## Elenc
- Angelique Boyer com Elisa Cantú
- Andrés Palacios com Leonardo Velasco
- Alejandro Camacho com Eugenio Serrano
- Leticia Calderón com Victoria Robles de Cantú
- Susana González com Renata Cantú
- Patricia Reyes Spindola com Sara Rodríguez
- Hernán Mendoza com José Luis Velasco
- Iván Arana com Darío Ramírez "La Cobra"
- Alejandra Robles Gil com María José "Majo" Cantú
- Javier Jattin com Fabricio Serrano
- Michelle González com Fernanda Navarro
- Juan Martín Jáuregui com Marcelo Arizmendi
- Luz Ramos com Adriana
- Ricardo Reynaud com Mario
- Cecilia Toussaint com Nieves
- Pilar Ixquic Mata com Teresa
- Carlos Aragón com Gilberto
- Verónica Langer com Piedad
- Cristina Michaus
- Adalberto Parra com Justino
- Alicia Jaziz com Clara
- Assira Abbate com Leslie
- Sandra Kai com Sonia